# Isabelle Bean
Isabelle Bean (* 1862 in Salisbury, Wiltshire, England; † 14. Mai 1939 in South Brisbane bei Brisbane, Australien; geboren als Isabelle Gater) war eine englisch-australische Krankenschwester, Frauenrechtlerin, Feministin und Theosophin.

## Leben und Werk
Bean wurde 1862 in Salisbury als Tochter von William John Gater und Elizabeth Ritter geboren. Der Vater war Eisenhändler, das Elternhaus durch die Mutter, Tochter eines anglikanischen Geistlichen, von einer Atmosphäre liberaler Religiosität geprägt. Ausbildung zur Krankenschwester am Krankenhaus in Salisbury. Anfang der 1880er-Jahre wanderte Bean aus gesundheitlichen Gründen nach Australien aus, wo sie am 5. Februar 1886 in Redfern (bei Sydney) Erik Gustaf Edelfelt († 1895) heiratete. Nach dem Tod ihres ersten Mannes heiratete sie in Ashfield am 23. November 1901 William George John († 1917). Nach dessen Tod ehelichte Bean am 2. März 1922 in Sydney John Willoughby Butler Bean.
Bewaffnet mit einem Revolver begleitete Bean ab 1886 ihren ersten Mann auf dessen naturgeschichtlichen Forschungsreisen durch Neuguinea. Nach einer weiteren Ausbildung am Frauenkrankenhaus in Melbourne 1894, arbeitete sie selbständig in der Mütterbetreuung. Daneben widmete sie sich der Sozialarbeit, Wohlfahrt und engagierte sich in der Frauenbewegung.
In der zweiten Hälfte der 1890er-Jahre trat sie der Theosophischen Gesellschaft Adyar (Adyar-TG) bei. Als ihr zweiter Ehemann William George John 1901 Generalsekretär der australischen Sektion der Adyar-TG wurde, fungierte Bean als seine Assistentin. Sie hielt wöchentliche theosophische Vorträge und begleitete Annie Besant 1908 als Sekretärin auf ihrer Werbetour durch Australien. Ebenso war sie als Sekretärin bei den theosophischen Organisationen Order of the Round Table (Orden des Runden Tisches) und Order of the Star in the East tätig und vertrat 1931 den Theosophical Order of Service (TOS) beim National Council of Women of Australia (Nationaler Rat der Frauen Australiens).